# Allopauropus leconteorum
Allopauropus leconteorum är en mångfotingart som beskrevs av Paul Auguste Remy 1958. Allopauropus leconteorum ingår i släktet småfåfotingar, och familjen fåfotingar. Inga underarter finns listade i Catalogue of Life.